# Héctor De Rosas
Héctor De Rosas (Héctor Ángel González Padilla; * 2. Oktober 1931 in Buenos Aires; † 26. Juli 2015 ebenda) war ein argentinischer Tangosänger.

## Leben und Wirken
De Rosas war vom zehnten bis zum dreiundzwanzigsten Lebensjahr Gesangsschüler von Ricardo Domínguez. Im Alter von fünfzehn Jahren gewann er unter 12.000 Mitbewerbern den ersten Preis in einem Gesangswettbewerb von Radio Belgrano in der Kategorie männlicher Sänger, verbunden mit einem mehrmonatigen Engagement bei dem Sender. Mit dem Pianisten und Bandleader Osmar Maderna nahm er 1949 mit Pequeña und Divina zwei auch finanziell äußerst erfolgreiche Titel auf.
Nach kurzen Stationen in den Orchestern Pedro Laurenz’ und Florindo Sassones wechselte er zu dem von Eduardo Del Piano geleiteten Orchester, mit dem er zwischen 1951 und 1955 bei zehn Sessions Aufnahmen einsang, dreimal mit dem Duopartner Mario Bustos. Mit Roberto Calós Orchester nahm er 1957 mehrere Titel auf, vier davon mit dem Sänger Rodolfo Galé. Besonders erfolgreich beim Publikum wurde der Tango Rosa de fuego, den er nach Caló 1964 mit José Basso und 1978 als Solist mit Gitarren- und Bandoneonbegleitung aufnahm. 1958 trat er mit dem Orchester Osvaldo Fresedos im Radioprogramm Los Lunes de Cleveland auf.
1959 gründete De Rosas mit dem Bandoneonisten Celso Amato ein eigenes Orchester, das mit den Sängern Fontán Luna, Jorge Sobral, Carlos Yanel, Tito Reyes und Rodolfo Galé bei Radio Splendid auftrat. Zwischen 1960 und 1963 arbeitete er mit dem Quintett Astor Piazollas zusammen. Er nahm mit ihm Nostalgias und Por la vuelta und neun weitere Titel auf und trat auch in dessen Oper María de Buenos Aires im Teatro Planeta auf.
Weitere Aufnahmen entstanden danach mit dem Orchester José Bassos (1964), dem von Aquiles Roggero geleiteten Orquesta Símbolo Osmar Maderna, als Solist mit den Gitarristen Carlos Peralta, Juan Carlos Gorrías und Ferreyra und dem Bandoneonisten Juan Carlos Bera (1978), mit dem Orquesta Típica Raúl Luzzi (1978) und mit der Gruppe des Geigers Roberto Gallardo (1986). Als Komponist trat De Rosas mit den Walzern Un amor que no siento und Iremos al lago und dem Tango Salgo a buscar la calle hervor. Zudem arbeitete er auch als Gesangslehrer. Zu seinen Schülern zählten Marty Cosens, Rubén Juárez und María Garay.